# Homo luzonensis
Homo luzonensis este o specie dispărută, posibil pigmeu, de om arhaic din Pleistocenul târziu din Luzon, Filipine. Rămășițele lor, dinți și falange, sunt cunoscute doar din peștera Callao din partea de nord a insulei, cu o vechime mai mare de 50.000 de ani. Inițial au fost identificate ca aparținând oamenilor moderni în 2010, dar în 2019, după descoperirea mai multor specimene, au fost plasate într-o nouă specie pe baza prezenței unei game largi de trăsături similare cu oamenii moderni, precum și cu Australopithecus și Homo timpuriu.
Strămoșii lor, care ar fi putut fi H. erectus asiatic sau un alt Homo chiar mai timpuriu, ar fi trebuit să traverseze o distanță de cel puțin câteva mile pe mare pentru a ajunge pe insulă. Prezența umană pe insula Luzon datează de acum 771.000 până la 631.000 de ani.

## Taxonomie

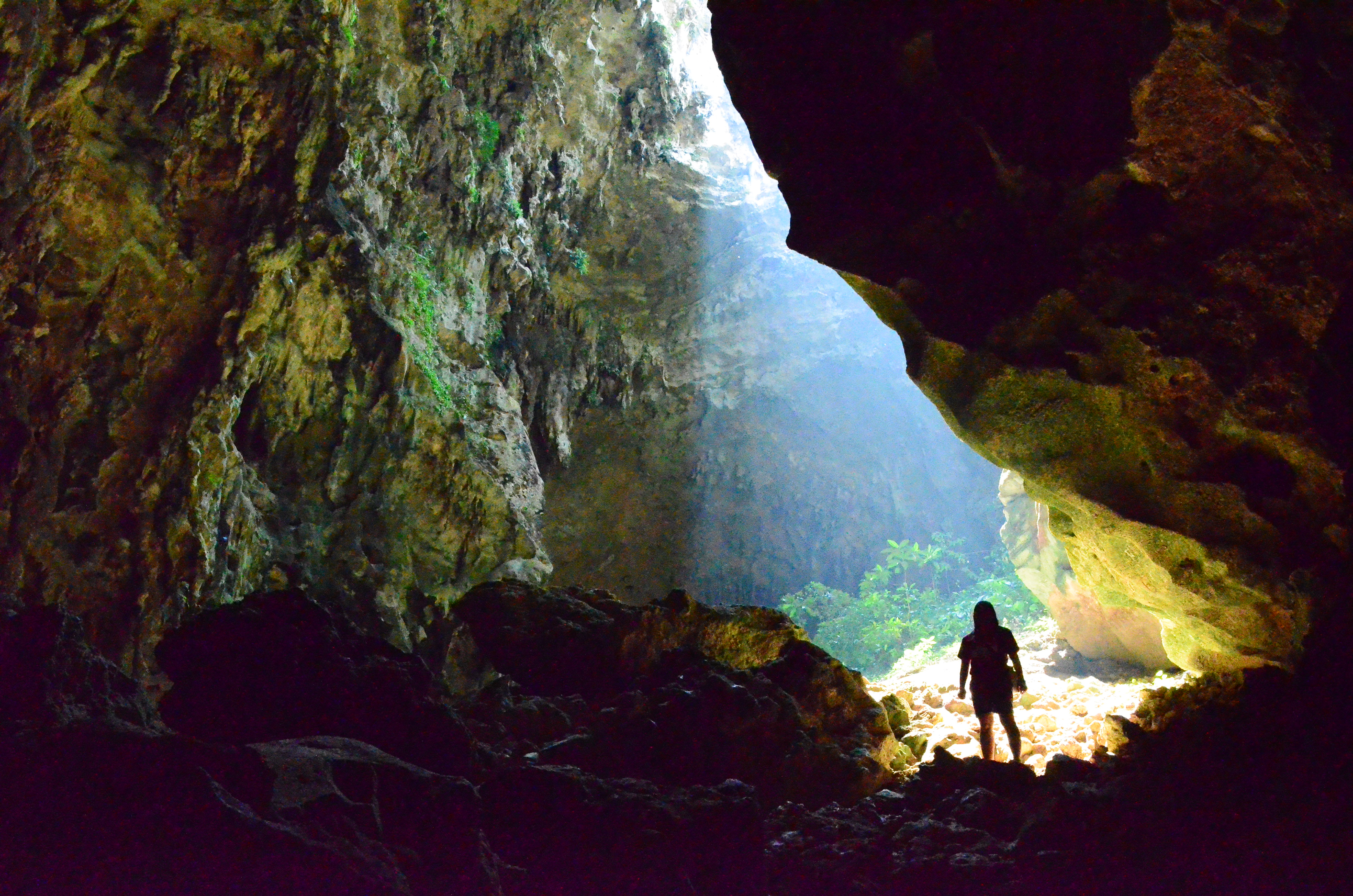
Peștera Callao, Luzon, Filipine

Primele rămășițe au fost descoperite în 2007 în peștera Callao din nordul Luzon, Filipine. În 2010, antropologul francez Florent Détroit și arheologul filipinez Armand Mijares și colegii săi le-au identificat ca aparținând oamenilor moderni. În 2019, după descoperirea a 12 noi specimene și pe baza prezenței aparente atât a unor trăsături asemănătoare cu cele ale omului modern, cât și a unor trăsături asemănătoare cu cele ale unui australopitec primitiv, aceștia au reatribuit rămășițele (și alte descoperiri de hominizi din peșteră) unei noi specii, Homo luzonensis, numele specific derivând de la numele insulei.
Holotipul, CCH6, cuprinde premolarii și molarii superiori drepți. Paratipurile sunt: CCH1, un al treilea metatarsian drept al piciorului; CCH2 și CCH5, două falange ale degetelor; CCH3 și CCH4, două falange ale piciorului; CCH4, un premolar stâng; și CCH9, un al treilea molar drept. CCH7 reprezintă un arbore femural juvenil. Acestea reprezintă cel puțin trei indivizi. Exemplarele sunt păstrate la Muzeul Național al Filipine din Manila.
Nu se cunoaște cu exactitate poziția taxonomică a lui H. luzonensis și, ca și în cazul altor hominini tropicali, extracția ADN a eșuat. Este posibil ca, la fel ca în cazul lui H. floresiensis din Flores, Indonezia, H. luzonensis să fi descins dintr-o dispersie timpurie a lui H. erectus în Asia de sud-est. Este, de asemenea, posibil ca acești doi oameni arhaici insulari să descindă dintr-o specie de Homo complet diferită, posibil mai timpurie decât H. erectus. Oasele au fost datate ca fiind mai vechi de 50.000 de ani, și există dovezi de activitate hominină pe insulă încă de acum 771.000 – 631.000 de ani.

## Anatomie
La fel ca și alte specii endemice din Luzon, precum și H. floresiensis, H. luzonensis ar fi putut să se micșoreze în dimensiune din cauza evoluției insulare. Cu toate acestea, sunt necesare rămășițe mai complete pentru a verifica dimensiunea. La fel ca H. floresiensis, H. luzonensis prezintă o serie de caracteristici mai asemănătoare cu Australopithecus și Homo timpuriu decât cu oamenii moderni și Homo mai recent.
Dinții de la H. luzonensis sunt mici și scurți în meziodistal (lungimea dintre cele două capete ale dintelui). Molarii sunt mai mici decât cei de la H. floresiensis. La fel ca la alți Homo recenți și la oamenii moderni, molarii scad în dimensiune spre partea din spate a gurii, iar joncțiunea smalț-dentină nu prezintă creneluri ondulate bine definite. Joncțiunea smalț-dentină este cel mai asemănătoare cu cea a H. erectus asiatic. Premolarii sunt ciudat de mari în comparație cu molarii, cu proporții mai asemănătoare cu cele ale lui Paranthropus decât cu cele ale oricărui alt Homo, deși dinții postcanini ai lui H. luzonensis diferă foarte mult de cei ai lui Paranthropus ca mărime și formă. Premolarii lui H. luzonensis au multe caracteristici comune cu cei ai Australopithecus, Paranthropus și Homo timpuriu.
Din moment ce rămășițele sunt atât de fragmentare, este dificil să se facă estimări precise ale dimensiunii reale a acestei specii, dar este posibil ca aceștia să se fi încadrat în intervalul de înălțime al negrilor filipinezi din zilele noastre, care au o înălțime medie de 151 cm pentru bărbați și 142 cm pentru femei.